# Эскивель, Хосе
Хосе́ Хоаки́н Эскиве́ль Марти́нес (исп. José Joaquín Esquivel Martínez; род. 7 января 1998, Сакатекас) — мексиканский футболист, защитник клуба «Масатлан» и сборной Мексики. Бронзовый призёр Олимпийских игр 2020 года в Токио.

## Клубная карьера
Эскивель — воспитанник клуба «Пачука». В 2014 году для получения игровой практики он на правах аренды перешёл в «Минерос де Сакатекас». 19 июля в матче против «Коррекаминос» Хосе дебютировал в Лиге Ассенсо, в возрасте 16 лет. Летом 2016 года Эскивель вернулся в «Пачуку». 3 августа в матче Лиги чемпионов КОНКАКАФ против гондурасской «Олимпии» он дебютировал за основной состав клуба. 14 сентября в поединке Лиги чемпионов КОНКАКАФ против белизского «Полис Юнайтед» Хосе сделал «дубль», забив свои первые голы за «Пачуку». 25 сентября в матче против «Керетаро» он дебютировал в мексиканской Примере, заменив во втором тайме Ирвинга Лосано. В 2017 году Эскивель помог «Пачуке» выиграть Лигу чемпионов КОНКАКАФ.

## Международная карьера
В 2015 году в составе юношеской сборной Мексики Эскивель выиграл юношеский чемпионата Северной Америки в Гондурасе. В том же году Хосе принял участие в юношеском чемпионате мира в Чили. На турнире он сыграл в матчах против команд Аргентины, Австралии, Германии, Чили, Эквадора, Нигерии и Бельгии.
В 2017 году Эскивель в составе молодёжной сборной Мексики принял участие в молодёжном чемпионате Северной Америки в Коста-Рике. На турнире он сыграл в матче против команды Гондураса.
В том же году Эскивель принял участие в молодёжном чемпионате мира в Южной Корее. На турнире он сыграл в матчах против команд Сенегала и Англии.

## Достижения
«Пачука»
- Победитель Лиги чемпионов КОНКАКАФ — 2016/2017

Мексика (до 17)
- Юношеский кубок КОНКАКАФ — 2015